# Бибиков, Аполлон Ильич
Аполлон Ильич Бибиков (1796—1866) — русский военачальник, генерал-лейтенант.

## Биография
Родился в 1796 году.
Дата вхождения в военную службу неизвестна.
Чины: офицер с 1812 года, генерал-майор — с 1840 года (по другим данным с 1846 года), в отставке — генерал-лейтенант.
Участник Отечественной войны 1812 года в чине портупей-юнкера Лейб-гвардии Егерского полка. 24 декабря 1812 года за отличие был произведен в прапорщики.
Был членом Комитета для возобновления и исправления зданий 1-го и 2-го кадетских корпусов (до 1840 и после 1844), а также заведующий 2-м кадетским корпусом (1840—1849).
Умер в 1866 году.

### Семья
- Отец — Илья Алексеевич Бибиков (1752—1825).
- Мать — Евфросинья Ивановна Бибикова (в девичестве Леонтьева).
- Жена — Клеопатра Ивановна Бибикова (в девичестве Вырубова).[3]
  - Сын — Иван Аполлонович Бибиков (1848—1909).

## Награды
- Награждён орденом Св. Георгия 4-й степени (№ 10030; 26 ноября 1857) и Золотым оружием «За храбрость» (1812).
- Также награждён орденами Св. Анны 4-й степени (1812), Св. Анны 2-й степени (1830), Императорской короной к Св. Анне 2-й степени (1831), Св. Владимира 3-й степени (1843), а также знаками отличия «За военное достоинство» 3-й степени (1831) и беспорочной службы «XV лет».